# Équipe de Madagascar féminine de football
Cet article traite de l'équipe féminine. Pour l'équipe masculine, voir Équipe de Madagascar de football.
Maillots
L'équipe de Madagascar féminine de football est une sélection des meilleures joueuses malgaches sous l'égide de la Fédération malgache de football.
L'Équipe de Madagascar de football féminin ne dispute pas beaucoup de match car les moyens de la Fédération malgache de football sont insuffisantes. De ce fait, l'equipe n'a plus joué de match depuis 2015.

## Histoire
Le premier match officiel de Madagascar a été contre le Botswana le 22 février 2015 pour le compte du premier tour des qualifications pour les Jeux africains de 2015 ;  les Malgaches se sont inclinés sur le score de 3 buts à 1. La première victoire de l'histoire de la sélection féminine malgache a lieu lors du match retour à Gaborone, avec un succès 1-0, insuffisant toutefois pour se qualifier pour le tour suivant.

## Classement FIFA
| Année              | 2015 | 2016 | 2017 | 2018 |
| ------------------ | ---- | ---- | ---- | ---- |
| Classement mondial | 141  | 128  | 117  | 151  |